# Dionisiu Pop Moldovan
Dionisiu Pop Moldovan (n. 1878, Creaca jud. Sălaj - d. ?? ) a fost un deputat în Marea Adunare Națională de la Alba Iulia, organismul legislativ reprezentativ al „tuturor românilor din Transilvania, Banat și Țara Ungurească”, cel care a adoptat hotărârea privind Unirea Transilvaniei cu România, la 1 decembrie 1918.

## Biografie
A fost preot în localitatea Brusturi.
S-a asociat cu milionarul Maurițiu Frenkel în 1920, pentru a cumpăra mai multe fabrici de spirt.  Tovărășia a durat doi ani și s-a terminat cu un proces celebru în epocă, care i-a adus un câștig de 5 milioane de lei. 

## Activitate politică
În toamna anului 1918 a organizat C.N.R. din Brusturi.